# Mijnspoor Staatsmijn Maurits - Staatsmijn Hendrik
Het Mijnspoor Staatsmijn Maurits - Staatsmijn Hendrik was een mijnspoorweg in de Nederlandse provincie Limburg, vanaf 1910 aangelegd door de Staatsmijnen.

## Geschiedenis
De Nederlandse Spoorwegen (en haar voorgangers) vroegen hoge tarieven voor het vervoer van steenkool van de Nederlandse mijnen, terwijl het Duitse Rheinisch-Westfälisches Kohlen-Syndikat juist een flinke korting kreeg voor het kolenvervoer uit haar mijnen naar de Nederlandse havens. De Staatsmijnen waren ontevreden met deze situatie en besloten daarom een eigen spoorlijn aan te leggen.
In mei 1910 werd het deel Station Nuth - Staatsmijn Emma (Treebeek) geopend, waarbij in Nuth een groot overslagstation werd gebouwd.
De Staatsmijnen hadden eigen stoomlocomotieven voor het trekken van de kolentreinen. Later kwamen er ook diesellocomotieven, bijvoorbeeld de serie 151-155.
In 1974 werden de mijnen Emma en Hendrik gesloten. Kort daarna is de lijn van Maurits naar Hendrik opgebroken. Het gedeelte tussen station Geleen-Lutterade en de haven van Stein bleef in gebruik voor goederenvervoer van en naar het terrein van DSM, waar tegenwoordig chemisch industriecomplex Chemelot gevestigd is.
Na de sluiting van de mijnen en de opheffing van de mijnspoorwegen bleef het emplacement te Nuth nog in gebruik. De installaties die eerst voor overslag van kolen gebruikt zijn, werden daarna gebruikt voor de overslag van suikerbieten.

### Overige mijnspoorlijnen in Nederland
Dit was de enige volledige spoorlijn die door de staatsmijnen is aangelegd. Er waren wel andere spoorlijnen die aansluiting boden op mijnen:
- In 1871 was vanuit station Simpelveld door de Grand Central Belge een aansluiting naar de Domaniale mijn[4] geopend, via Spekholzerheide waar in 1902 mijn Willem-Sophia[5] werd geopend, en ten zuiden van Kerkrade langs. In 1925 werd deze lijn omgevormd tot een volwaardige spoorlijn Schaesberg - Simpelveld, ook wel Miljoenenlijn genoemd. Dit was een reguliere spoorlijn (met personenvervoer), maar wel met als voornaamste doel het kolenvervoer. De aansluiting naar de Domaniale mijn werd toen een zijtak van deze lijn.
- Een aansluiting vanuit station Heerlen naar de mijnen Oranje-Nassau I, III en IV, aangelegd rond 1912 naar mijn I en III en in 1925 een zijtak naar mijn IV. Deze takken waren aangelegd door de Staatsmijnen maar geëxploiteerd door de Staatsspoorwegen.[6][7] In de jaren '70 zou de Heerlense wijk Zeswegen gebouwd worden op de site van de oude mijnsteenberg van de mijn Oranje Nassau I. Het tracé van de lijn naar ON IV is destijds gebruikt voor de vrachtwagens die het materiaal in de zilverzandgroeve "Voncken" dumpten. De oude spoorbruggen waren er inmiddels verdwenen, dus werden er tijdelijke Baileybruggen aangelegd over de Schelsweg, Bruinkoolweg en Heerenweg.[8] Later werd op deze tak een fietspad aangelegd.
- Een aansluiting vanuit station Heerlen naar de mijnen Oranje-Nassau II[9] en Wilhelmina.[10]
- De Spoorlijn Heerlen - Herzogenrath had aansluitingen op mijn Laura[11] (aangelegd in 1925) en, vanuit station Rolduc, op mijn Julia[12].
- De Spoorlijn Sittard - Born is in 1931 als tramlijn door de  Limburgsche Tramweg-Maatschappij aangelegd[13], en is twee jaar later door de NS tot volwaardige (goederen)spoorlijn omgebouwd, om zo een verbinding met het Julianakanaal te bieden, voor alle lijnen die niet door de Staatsmijnen-Lijn in de haven van Stein bediend werden. In Born waren meerdere kolentips.[14][15]
- Elders in Limburg waren ook spoorse installaties ten behoeve van de Mijnen. Zo was er in Maastricht een kolentip aan de Zuid-Willemsvaart.[15]